# Calvin i pułkownik
Calvin i pułkownik (ang. Calvin and the Colonel, 1961-1962) – amerykański serial animowany.
Premiera serialu miała miejsce 3 października 1961 roku. Po raz ostatni serial wyemitowano 9 lipca 1962 roku. W Polsce serial nadawany był na nieistniejącym kanale RTL 7.

## Obsada
- Freeman Gosden
- Charles Correll
- Beatrice Kay
- Virginia Gregg
- Paul Frees